# 마리올라 푸엔테스
마리올라 푸엔테스(Mariola Fuentes, 1970년 8월 12일 ~ )는 스페인의 배우이다.

## 출연 작품
- 마더스 러브 (2013)
- 그는 절대로 하지 않았다 (2009)
- 본 투 서퍼 (2009)
- 브로큰 임브레이스 (2009)
- 투 터프 가이즈 (2003)
- 그녀에게 (2002)
- 라이브 플래쉬 (1997)